# Ministerio de Ejército (Argentina)
El Ministerio de Ejército, oficialmente Ministerio Secretaría de Estado de Ejército, fue un organismo de la Administración Pública Nacional encargado de las fuerzas armadas terrestres de la Nación. El Ministerio de Guerra creado en tiempos de la Organización Nacional fue formalizado con esta denominación tras la reforma constitucional de 1949. Así, en 1957, el poder ejecutivo resolvió devolver la denominación tradicional, la cual mantuvo hasta su disolución al año siguiente.

## Historia

### Creación
El Ministerio de Ejército fue creado el 11 de marzo de 1949 por la primera disposición transitoria de la reforma constitucional aprobada en ese año, durante el Gobierno constitucional de Juan Domingo Perón, que suprimió el Ministerio de Guerra En el mismo año, el Congreso Nacional dictó la Ley N.º 13 529, que fijó la creación del «Ministerio Secretaría de Estado de Ejército». Su primer titular fue el general de brigada Franklin Lucero.

### Golpes de Estado de 1955

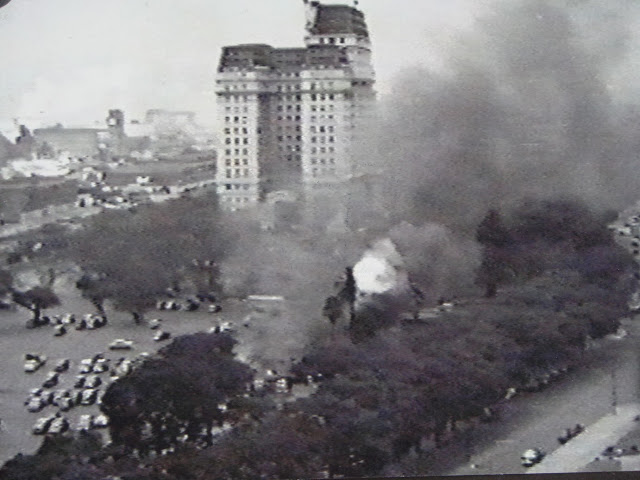
Bombardeos cerca del Edificio Libertador durante el golpe de Estado del 16 de junio de 1955.

El 16 de junio de 1955, la Aviación Naval de la Armada Argentina lanzó un ataque aéreo contra la Casa de Gobierno con el fin de eliminar a Perón y su gobierno. El presidente se refugió en el sótano del edificio del Ministerio de Ejército, donde el ministro Lucero había instalado su cuartel general. Los aviones rebeldes atacaron la Plaza de Mayo y sus alrededores. Desde el Ministerio de Ejército se rechazó el ataque de 300 miembros de la Infantería de Marina cuyo objetivo era la Casa de Gobierno.

### Revolución Libertadora y disolución
El 11 de abril de 1957, se le devolvió la denominación tradicional «Ministerio de Guerra».
En 1958 una modificación, impulsada por el presidente Arturo Frondizi, sustituyó a los ministerios militares por el Ministerio de Defensa (de carácter civil). Así, fue reemplazado por la Secretaría de Guerra, creada el 13 de junio de 1958, en cumplimiento del Artículo 17.º de la Ley Orgánica de Ministerios (N.º 14 439).

## Competencias
La Ley Orgánica de Ministerios N.º 14 303 de 1954 modificó por última vez las competencias del Ministerio de Ejército antes de la disolución de este. Dichas competencias eran «asistir al presidente de la Nación en el ejercicio de sus atribuciones constitucionales que se relacionan con el ejército…»

## Organismos dependientes
El 23 de diciembre de 1954 se transfirió al Ministerio de Ejército la Dirección General del Servicio Geográfico Nacional, por decreto n.º 21 870 del presidente Juan D. Perón.
A partir del 25 de octubre de 1955 pasó a su órbita la Gendarmería Nacional, por decreto n.º 1868 del gobierno de facto de Eduardo Lonardi.